# Făurești, Chișinău
Făurești este un sat din componența comunei Ciorescu din sectorul Rîșcani, municipiul Chișinău, Republica Moldova.

## Istorie
După legendă, între dealurile în care se situează astăzi satul a locuit un boier pe nume Faur. În sătucul numit Faur (sau Făurari) locuiau cioplitori în piatră și alți meșteri. Îndeletnicirea localnicilor era extragerea și prelucrarea pietrei. Cimitirul din sat are morminte cu monumente cioplite din piatră, datate de la sfîrșitul secolului XVII - începutul secolului XVIII. O dată cu venirea perioadei comuniste s-a început extragerea la scară largă a pietrei (cotileț, blocuri) din mine, care servea la construcția orașelor în toată Uniunea Sovietică.

## Demografie

### Structura etnică
Structura etnică a localității conform recensământului populației din 2004:
| Grup etnic                                               | Populație | % Procentaj  |
| -------------------------------------------------------- | --------- | ------------ |
| Băștinași declarați Moldoveni Băștinași declarați Români | 459 2     | 98,50% 0,43% |
| Ruși                                                     | 4         | 0,86%        |
| Ucraineni                                                | 1         | 0,21%        |
| Total                                                    | 466       |              |